# Всевишній (антиутопія)
Всевишній — науково-фантастична книга, написана Уго Корреа, яка була опублікована вперше в 1951 році, потім перше видання було переглянуто, розширено та перевидано в 1959 році, а через чотирнадцять років опубліковано видання EUV, яке має значні зміни в промові. Цей твір був першою книгою Уго Корреа, і завдяки цьому його порівнювали з Реєм Бредбері та Айзеком Азімовим, навіть кажуть, що це найважливіший науково-фантастичний роман, написаний і опублікований у Чилі. Цей текст, який можна класифікувати як антиутопію, має компоненти пригод та інтриги, він також представляє роздуми про людство та критику комуністичних спільнот.

## Сюжет
Головного героя «Ікс» викрадають і перевозять із Чилі до ймовірної підземної Польщі, яка виявляється іншим світом під назвою Кронн, планетою діаметром 33 000 кілометрів, яка подорожує всесвітом на високій швидкості та представлена як нібито творіння Всевишніх, які еквівалентні богам. Нинішнє суспільство живе під комуністичним тоталітарним режимом з високим технологічним розвитком, який мав, наприклад, автоматичні кухні, будинки, які прибираються самі, пристрої з голосовими командами, транспортні засоби з електромагнетиком, серед іншого. Крім того, в цьому світі немає приватної власності і не спостерігається сімей, оскільки діяльність по продовженню роду не відповідає звичайним індивідам цього суспільства.